# Roger Qvarsell
Roger Qvarsell, född 25 juli 1950 i Hällestads församling, Östergötland, idéhistoriker och professor emeritus vid Linköpings universitet.
Qvarsell blev fil.dr 1982 och docent 1988 i idé- och lärdomshistoria vid Umeå universitet. Under perioden 1995 till 2017 var han professor vid Linköpings universitet. Sedan 2017 är han professor emeritus.
Qvarsells forskning har varit inriktad mot medicinens, hälsovårdens och socialpolitikens historia, men även rört sociala rörelser, populärkultur och konsumtionskulturer.